# Zvonko Kurbos
Zvonko Kurbos (genannt Toni oder Tony, * 20. Oktober 1960 in Maribor) ist ein deutsch-slowenischer Fußballspieler und -trainer. Er besitzt inzwischen die französische Staatsbürgerschaft.

## Sportliche Laufbahn
Zvonko Kurbos begann seine Laufbahn als Jugendspieler beim SV Prag Stuttgart und spielte ab 1972 in der Jugend der Stuttgarter Kickers. 1979 errang er dort an der Seite von Spielern wie Guido Buchwald die A-Jugend-Meisterschaft des DFB. Von 1979 an spielte er zwei Jahre für die Kickers in der 2. Bundesliga, ehe er für die Saison 1981/82 nach Belgien zum Erstligisten SK Tongeren wechselte. Anschließend ging er nach Frankreich in die Ligue 1. Bei seiner ersten Station, dem FC Metz, mit dem er 1984 den französischen Pokal gewann, blieb er drei Jahre. Mit seinen sechs Treffern im Spiel gegen Olympique Nîmes gehört er seit 1984 zu den Nachkriegsrekordhaltern in der Ligue 1. Des Weiteren war Kurbos beim sensationellen 4:1-Erfolg des FC Metz im Camp Nou gegen den FC Barcelona im Europapokal der Pokalsieger 1984/85 mit drei Toren maßgeblich beteiligt und verhalf seiner Mannschaft nach einer 2:4-Niederlage im Hinspiel der 1. Runde zum völlig unerwarteten Weiterkommen. Eine Runde später schieden die Franzosen gegen die SG Dynamo Dresden aus, wobei Kurbos im Rückspiel vor heimischer Kulisse mit seiner Torgefahr fehlte.
Dann folgten zwei Jahre bei den unterklassigen Mannschaften von AS Saint-Étienne und FC Mulhouse. 1987 kehrte er in die höchste Spielklasse, diesmal zu OGC Nizza, zurück. Für die Saison 1988/89 wurde er an AS Monaco ausgeliehen, wo er sich allerdings unter Trainer Arsène Wenger nicht durchsetzen konnte. So kam er auch im letztlich gegen Olympique Marseille verlorenen Endspiel um die Coupe de France 1988/89 nur als Einwechselspieler zum Einsatz, als er wenige Minuten nach Klaus Allofs’ Treffer zum 1:4-Zwischenstand für Fabrice Poullain aufs Feld kam und als Offensivspieler die letztlich erfolglose Aufholjagd nach Treffern von Marcel Dib und Manuel Amoros zum 3:4-Endstand unterstützte. Anschließend ging er wieder zurück nach Nizza. 1990 wechselte er für ein weiteres Jahr in die zweite französische Liga zur USL Dunkerque und anschließend zur JS Saint-Pierre auf Réunion.

### Spiele
- 1. Liga Frankreich: 157 Spiele, 46 Tore
- 1. Liga Belgien 35 Spiele, 17 Tore
- 2. Bundesliga Deutschland: 24 Spiele, 3 Tore
- 2. Liga Frankreich: 67 Spiele, 33 Tore

### Erfolge
- 1979 Deutscher A-Jugendmeister mit den Stuttgarter Kickers
- 1984 Französischer Pokalsieger mit dem FC Metz

## Weiterer Werdegang
1992 kehrte er nach Deutschland als Spielertrainer zum Leonberger Stadtteilverein TSV Eltingen zurück, wo er auch seine aktive Karriere beendete. In der Saison 1996/97 betreute er den Amateurklub als Trainer. 1998 kehrte Kurbos Deutschland den Rücken und ließ sich in der Nähe von Nizza nieder.